# Vararia trinidadensis
Vararia trinidadensis är en svampart som beskrevs av A.L. Welden 1965. Vararia trinidadensis ingår i släktet Vararia och familjen Lachnocladiaceae.   Inga underarter finns listade i Catalogue of Life.